# Zawady (gromada w powiecie łowickim)
Zawady – dawna gromada, czyli najmniejsza jednostka podziału terytorialnego Polskiej Rzeczypospolitej Ludowej w latach 1954–1972.
Gromady, z gromadzkimi radami narodowymi (GRN) jako organami władzy najniższego stopnia na wsi, funkcjonowały od reformy reorganizującej administrację wiejską przeprowadzonej jesienią 1954 do momentu ich zniesienia z dniem 1 stycznia 1973, tym samym wypierając organizację gminną w latach 1954–1972.
Gromadę Zawady siedzibą GRN w Zawadach utworzono – jako jedną z 8759 gromad na obszarze Polski – w powiecie łowickim w woj. łódzkim, na mocy uchwały nr 33/54 WRN w Łodzi z dnia 4 października 1954. W skład jednostki weszły obszary dotychczasowych gromad Urbańszczyzna, Wygoda i Zawady ze zniesionej gminy Jamno oraz obszary dotychczasowych gromad Bobiecko i Seroki zniesionej gminy Łyszkowice w tymże powiecie. Dla gromady ustalono 13 członków gromadzkiej rady narodowej.
Gromadę zniesiono 31 grudnia 1961, a jej obszar włączono do gromad: Łyszkowice (wieś Bobiecko i wieś Seroki) i Jamno (wieś Urbańszczyzna, wieś Wygoda oraz wieś Zawady).